# Чемпионат мира по пляжному самбо 2024
4-й лично-командный чемпионат мира по пляжному самбо который прошёл с 7 по 8 сентября 2024 года впервые в городе Касабланка, Марокко. Чемпионат прошёл среди мужчин и женщин. На данных соревнованиях было заявлено 60 атлетов в 8 весовых категориях (личный зачёт), а также в командном зачёте. Самбисты России принимали участие в качестве нейтральных спортсменов под эгидой Международной федерации самбо (ФИАС).

## Медальный зачёт
*   Принимающая страна (Марокко)
| Место           | Страна          | Золото | Серебро | Бронза | Всего |
| --------------- | --------------- | ------ | ------- | ------ | ----- |
| 1               | Испания         | 1      | 0       | 1      | 2     |
| 2               | Нигерия         | 1      | 0       | 0      | 1     |
| 2               | Нидерланды      | 1      | 0       | 0      | 1     |
| 4               | Румыния         | 0      | 4       | 2      | 6     |
| 5               | Казахстан       | 0      | 2       | 1      | 3     |
| 6               | Израиль         | 0      | 1       | 0      | 1     |
| 7               | Марокко*        | 0      | 0       | 3      | 3     |
| 8               | Филиппины       | 0      | 0       | 2      | 2     |
| 9               | Египет          | 0      | 0       | 1      | 1     |
| 9               | Камерун         | 0      | 0       | 1      | 1     |
| Всего стран: 10 | Всего стран: 10 | 3      | 7       | 11     | 21    |

## Медалисты[2]

### Мужчины
| Весовая категория | Золото                   | Серебро                     | Бронза                                                         |
| ----------------- | ------------------------ | --------------------------- | -------------------------------------------------------------- |
| до 58 кг          | Дамир Шамсутдинов ФИАС-1 | Аскар Еспусинов · Казахстан | Горка Гарсиа · Испания Демакон Лукас · ФИАС-3                  |
| до 71 кг          | Ибаи Гарсиа · Испания    | Иглицки Матан · Израиль     | Яссине Омари · Марокко Даниель Диаконешу · Румыния             |
| до 88 кг          | Александр Дурноян ФИАС-1 | Азат Куанов · Казахстан     | Корентин Фаренакс · ФИАС-3 Георг Болирлау · Румыния            |
| свыше 88 кг       | Сергей Кузнецов ФИАС-1   | Илие Натеа · Румыния        | Ахмед Амине Фрифра · Марокко Моуафоуо Джулиен Томбоу · Камерун |

### Женщины
| Весовая категория | Золото                      | Серебро                     | Бронза                                                  |
| ----------------- | --------------------------- | --------------------------- | ------------------------------------------------------- |
| до 50 кг          | Чарити Джатау · Нигерия     | Оксана Кобелева ФИАС-1      | Анамария Владу · Румыния Маргарита Бажаева · Казахстан  |
| до 59 кг          | Саша Бувалда · Нидерланды   | Кристина Бондарь · Румыния  | Шарлотта Понсет · ФИАС-3 Алаа Рагаб · Египет            |
| до 72 кг          | Екатерина Оноприенко ФИАС-1 | Вольха Малейка · Румыния    | Нассма Эссатаури · Марокко Дженива Консинга · Филиппины |
| свыше 72 кг       | Олеся Ткаченко ФИАС-1       | Катерина Калюжная · Румыния | Лауруне Ладже · ФИАС-3 Судней Су · Филиппины            |

### Командные соревнования[3]
| Команды | Золото | Серебро   | Бронза          |
| ------- | ------ | --------- | --------------- |
|         | ФИАС-1 | Казахстан | Марокко Камерун |